# Класичні потвори Universal (серія фільмів)
Класична серія фільмів жахів студії Universal, звані також «Потвори Universal» — низка фільмів жахів, знятих у 1930-1950-х роках, які значно вплинули на розвиток жанрового кінематографа.

## Історія
1931 року студія «Universal» випустила фільм жахів «Дракула». Його значний комерційний успіх дав продюсерам студії впевненість, що вони знайшли формулу успіху і тему чудовиськ слід продовжувати. Крім того, цей фільм урятував студію від розорення (бо на той момент її фінансовий стан похитнувся). А Бела Лугоші, виконавець ролі Дракули, став обличчям студії. Успіх «Дракули» закріпив фільм «Франкенштайн», у якому роль потвори зіграв Борис Карлофф, Бела Лугоші ж відмовився від цієї ролі. 1932 року Лугоші й Роберт Флорі створили фільм «Вбивство на вулиці Морг» за мотивами однойменного оповідання Едгара Аллана По, чим продовжили свою спільну роботу, нездійснену у «Франкенштайні». Фільм мав не такий бурхливий успіх як «Дракула» або «Франкенштейн», але зробив Лугоші жанровим актором.
Наступні фільми, які нині стали класикою фільмів жахів, — «Мумія» і «Людина-невидимка», головні ролі в яких зіграли Борис Карлофф і Клод Рейнс. 1934 року студія «Universal» пішла на комерційний крок, з'єднавши в одному фільмі з бюджетом 95 тисяч доларів двох прославлених акторів — Лугоші і Карлоффа. Цим фільмом став «Чорний кіт», який не має нічого спільного з однойменним оповіданням Едгара Аллана По. Показ фільму супроводжувала значна розкрутка і, зрештою, картина принесла творцям хороші гроші.
1935 року виходить продовження «Франкенштайна» — «Наречена Франкенштайна». Фільм мав величезний на ті часи бюджет — 400 тисяч доларів, проте картина все одно окупилася. Цього ж року з'явився фільм «Лондонський перевертень», однак тема перевертнів стала популярною лише починаючи з циклу про Людину-Вовка. Також цього року вийшов фільм «Ворон», у якому знову разом зіграли Лугоші й Карлофф.
1936 року фінансовий стан кіностудії знову похитнувся. Як наслідок, у студії з'явилися нові головні продюсери (замість Леммле), а назву студії змінили на «New Universal», проте незабаром відновили стару. Першими фільмами з новими продюсерами стали «Невидимий промінь» і «Дочка Дракули». Після цього виробництво фільмів жахів скоротилося через фашистські режими деяких країн континентальної Європи. Однак 1938 року повторно випущено «Дракулу» і «Франкенштайна», які все ж принесли непоганий прибуток. У січні 1939 року вийшов фільм «Син Франкенштайна». Незабаром Universal Pictures купує в кіностудії «XX-е століття Фокс» права на серію фільмів про пригоди Шерлока Холмса за участю Безіла Ретбоуна і Найджела Брюса, у фільми цієї серії творці теж додали чимало жаху. В цей час у кіностудії з'являється нова знаменитість — Лон Чейні-молодший. Останнім у серії фільмом жахів став «Будинок Дракули», після якого послідували пародійні комедії на згадувані фільми за участю персонажів Еббота та Костелло.
Результатом цього періоду, який отримав назву «Класична серія фільмів жахів студії „Universal“», стала серія класичних фільмів жахів, які часто називають «Потвори Universal» — до Дракули приєдналися потвора Франкенштайна, мумія, людина-невидимка, дещо пізніше — людина-Вовк і, значно пізніше, — істота з Чорної лагуни.
Для кожного з них потім поставлено кілька прямих або непрямих продовжень. Деякі продовження пов'язані з попередніми фільмами лише асоціативно.
Коли тема окремої протвори здавалася вичерпаною, ставили, без претензії на художнє значення, треш-фільми, в сюжетах яких протвори зустрічалися одна з одною. Практично закрили тему пародійні жахастики, в яких коміки Бад Еббот і Лу Костелло висміювали набридлі штампи фільмів про потвор.

## Список фільмів за циклами

### Дракула
- Дракула (Dracula, 1931)
  - Дочка Дракули (Dracula's Daughter, 1936)

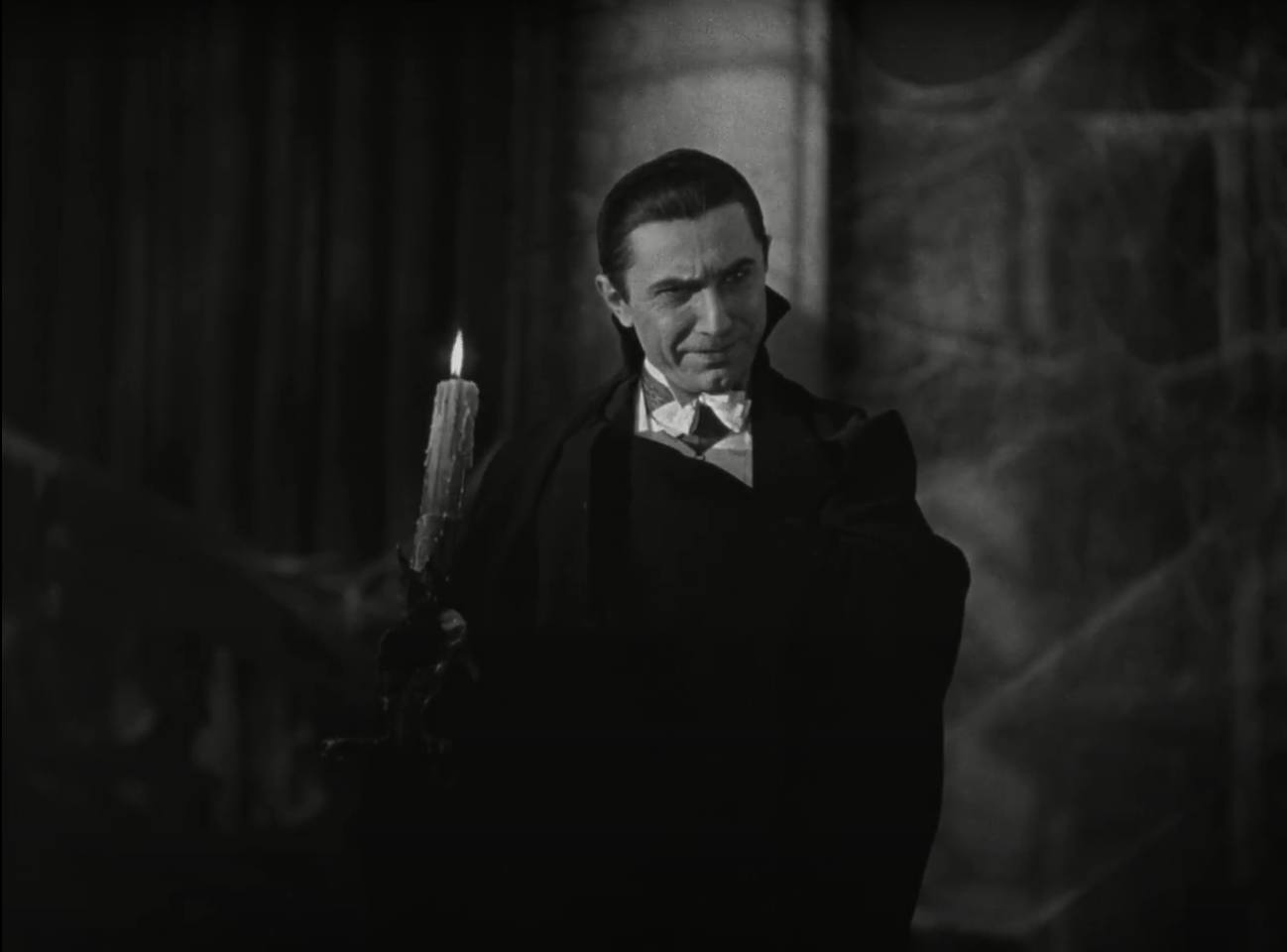
Бела Лугоші в ролі Дракули

  - Син Дракули (Son of Dracula, 1943)
  - Будинок Дракули (House of Dracula, 1945)

### Франкенштайн
- Франкенштайн (Frankenstein, 1931)

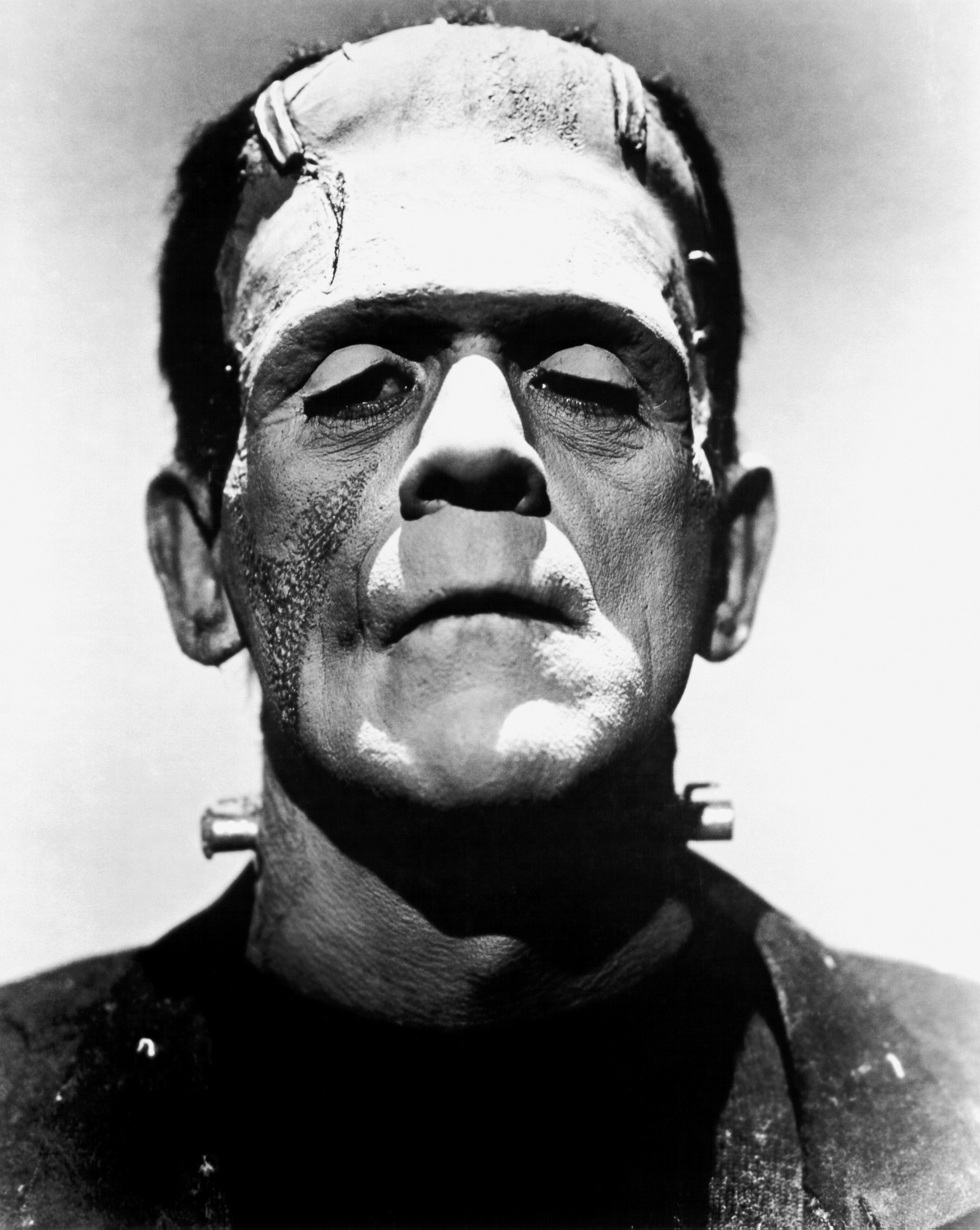
Борис Карлофф у ролі потвори Франкенштайна (1931)

  - Наречена Франкенштайна (Bride of Frankenstein, 1935)
  - Син Франкенштайна (Son of Frankenstein, 1939)
  - Привид Франкенштайна (The Ghost of Frankenstein, 1942)
  - Франкенштайн зустрічає людину-вовка[en] (Frankenstein Meets the Wolf Man, 1943)
  - Будинок Франкенштайна (House of Frankenstein, 1944)
  - Еббот і Костелло зустрічають Франкенштайна[en] (Abbott and Costello Meet Frankenstein, 1948)

### Мумія
- Мумія (The Mummy, 1932)
  - Рука мумії (The Mummy's Hand, 1940)

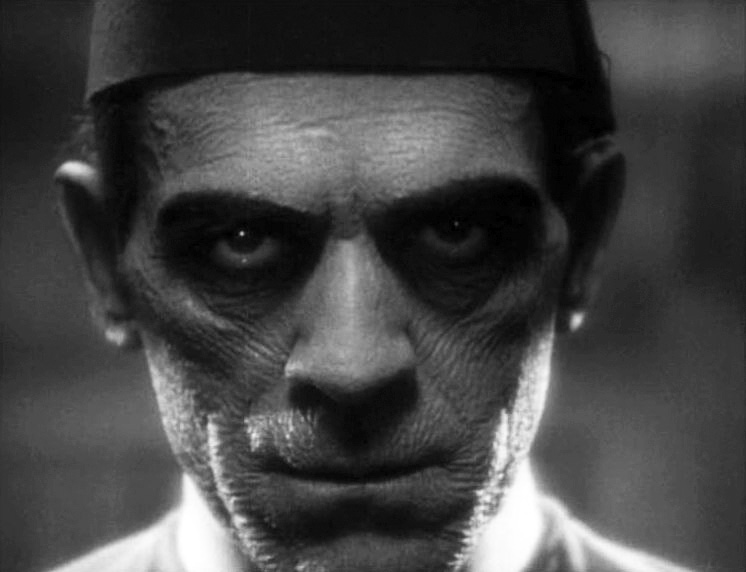
Борис Карлофф у образі мумії-Імхотепа

  - Гробниця мумії (The Mummy's Tomb, 1942)
  - Привид мумії (The Mummy's Ghost, 1944)
  - Прокляття мумії (The Mummy's Curse, 1944)
  - Еббот і Костелло зустрічають мумію[ru] (Abbott and Costello Meet the Mummy, 1955)

### Людина-невидимка
- Людина-невидимка (The Invisible Man, 1933)
  - Повернення людини-невидимки (The Invisible Man Returns, 1940)
  - Жінка-невидимка[en] (The Invisible Woman, 1940)
  - Агент-невидимка[en] (Invisible Agent, 1942)
  - Помста людини-невидимки[en] (The Invisible Man's Revenge, 1944)
  - Еббот і Костелло зустрічають людину-невидимку (Abbott and Costello Meet the Invisible Man, 1951)

### Людина-вовк
- Людина-вовк (The Wolf Man, 1941)
  - Франкенштайн зустрічає людину-вовка[en] (Frankenstein Meets the Wolf Man, 1943)
  - Будинок Франкенштайна (House of Frankenstein, 1944)
  - Будинок Дракули (House of Dracula, 1945)
  - Еббот і Костелло зустрічають Франкенштайна[en] (Abbott and Costello Meet Frankenstein, 1948)

### Істота з Чорної лагуни

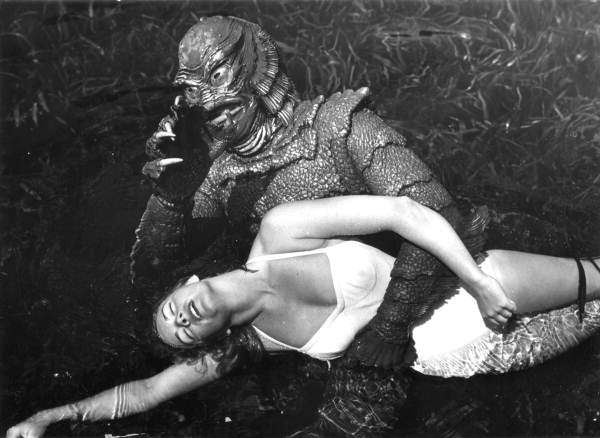
«Істота з Чорної лагуни» (1954)

- Істота з Чорної лагуни (The Creature from the Black Lagoon, 1954)
  - Помста істоти (Revenge of the Creature, 1955)
  - Істота ходить серед нас[en] (The Creature Walks Among Us, 1956)

## Інші важливі фільми
- «Горбань із Нотр-Дама» (The Hunchback of Notre Dame, 1923)
- «Привид опери» (The Phantom of the Opera, 1925)
- «Вбивство на вулиці Морг» (Murders in the Rue Morgue, 1932)
- «Старий темний будинок[en]» (The Old Dark House, 1932)
- «Чорний кіт» (The Black Cat, 1934)
- «Лондонський перевертень» (Werewolf of London, 1935)
- «Ворон» (The Raven, 1935)
- «Невидимий промінь» (The Invisible Ray, 1936)
- «Лондонська вежа[en]» (Tower of London, 1939)
- «Привид опери» (Phantom of the Opera, 1943)
- «Дика полонянка[en]» (Captive Wild Woman, 1943)
- «Культ кобри[en]» (Cult of the Cobra, 1955)
- «Тарантул» (Tarantula, 1955)
- «Цей острів Земля» (This Island Earth, 1955)

## Значення та вплив
- Фільми жахів відбивали й експлуатували поширені страхи і фобії масової свідомості. Образи, створені в них, здебільшого виявилися надзвичайно стійкими. Їх усі згодом неодноразово відтворювали у творах різних напрямків і жанрів, часто переосмислювали, адаптуючи до нових реалій.

- Студії-конкуренти, повторюючи випробувані цим циклом рецепти «фільмів про потвор», випустили кілька значних картин, деякі з них виявилися вдалими, і за якістю постановки перевершували фільми «Universal» — наприклад, «Доктор Джекілл і містер Гайд» (1931) студії Paramount Pictures (пізніше куплена MGM) здобув премію «Оскар»[2]; Ворнер Бразерс — «Терор» (1928), «Сім кроків до сатани[en]» (1929), «Будинок жаху[en]» (1929), «Свенгалі» (1931), «Божевільний геній[en]» (1931), «Доктор Ікс[en]» (1932) і «Таємниця музею воскових фігур[en]» (1933); MGM — «Угода наосліп» (1922), «Лондон після опівночі» (1927), «Невідомий» (1927) і «Потвори» (1932).

- За мотивами сюжетів фільмів класичної серії фільмів жахів студії Universal у 1950—1970-х роках поставлено класичну серію фільмів жахів студії Hammer[de].

- Саме ця серія створила образ Дракули — людина в чорному плащі зі стоячим коміром (варто сказати, що червона підкладка й ікла з'явилися у фільмах студії «Hammer[en]») і зализаним назад волоссям, а також образ високої, незграбної, з деформованою головою потвори Франкенштайна.
- У жовтні 2022 року вийшов телевізійний спецвипуск «Нічний вовкулака», що входить у кінематографічний всесвіт Marvel. Особливостями трейлера стали чорно-біле зображення і наявність інших елементів, що нагадують класичну серію фільмів жахів студії Universal[3][4][5]. Раян Лестон з IGN дав спецвипуску 9 балів з 10 і написав, що це була «чудова данина поваги класичним фільмам про потвор від Universal».[6]